# NGC 1228
NGC 1228 este o emission-line galaxy⁠(d) situată în constelația Eridanul. A fost descoperită în 1886 de către Francis Leavenworth. Se află la o distanță de 92,9 de megaparseci de Pământ.